# Mythicomyia pusillima
Mythicomyia pusillima är en tvåvingeart som beskrevs av Edwards 1930. Mythicomyia pusillima ingår i släktet Mythicomyia och familjen svävflugor.
Artens utbredningsområde är Uruguay. Inga underarter finns listade i Catalogue of Life.